# King of the Kill
King of the Kill és el quart àlbum d'estudi del grup de thrash metal canadenc Annihilator, publicat l'any 1994.
És el primer àlbum on el guitarrista Jeff Waters, a més de tocar les dues guitarres i el baix, també canta. Waters va estar acompanyat en la gravació de l'àlbum pel bateria Randy Black. Aquest àlbum és el primer de la discografia d'Annihilator on es veu clarament que Waters no vol dependre de ningú a l'hora de compondre la música d'Annihilator. Jeff Waters va decidir ocupar-se també de les veus convençut per la seva xicota i el vocalista original del grup, John Bates, després que aquests el sentissin cantar la cançó Delivering the Goods, del grup Judas Priest.

## Cançons
1. "The Box" - (Jeff Waters) – 5:31
2. "King of the Kill" - (Jeff Waters/John Bates) – 3:12
3. "Annihilator" - (Jeff Waters/John Bates) – 4:28
4. "Bad Child" - (Jeff Waters) – 3:38
5. "21" - (Jeff Waters) – 4:25
6. "Bliss" - (Jeff Waters) – 0:51
7. "Second to None" - (Jeff Waters/Aaron Randall) – 5:16
8. "Hell Is a War" - (Jeff Waters) – 5:20
9. "Speed" - (Jeff Waters) – 4:37
10. "In the Blood" - (Jeff Waters/Ralph Murphy) – 4:19
11. "Catch the Wind" - (Jeff Waters]) – 3:49
12. "Fiasco (The Slate)" - (Jeff Waters) – 10:24
13. "Fiasco" - (Jeff Waters) – 4:04
14. "Only Be Lonely" - (Jeff Waters) – 5:32 *
15. "Comments from Jeff Waters" - (Jeff Waters) – 3:55 *
16. "Slates" - (Jeff Waters) – 5:32 *

* = bonus tracks
La cançó Annihilator és una cançó diferent de la primera cançó gravada pel grup i que porta el mateix nom (seria editada posteriorment com a bonus track a l'àlbum Schizo Deluxe.
L'àlbum es va reeditar en una versió remasteritzada l'any 1995. L'ordre de les cançons en aquesta versió és diferent de la versió original de l'àlbum.

## Crèdits
- Jeff Waters - Guitarrista, baixista i cantant
- Randy Black - Bateria